# Кеклик
Кеклик (Alectoris) — рід куріпок, поширений в Південній Європі, Північній Африці, на Аравійському півострові та в Азії від Пакистану до Тибету і Китаю.
Деякі представники роду, такі як азійський і червононогий кеклики, були інтродуковані в США, Канаді, Новій Зеландії і на Гаваях, у деяких районах поширені гібриди між цими видами. В 60-х роках XX ст. кеклик азійський (Alectoris chukar) був успішно інтрудукований в Криму для потреб мисливського господарства.
Це осілі птахи, що мещкають у сухій бугристій місцевості. Гніздо створюється на землі, у кладці до 20 яєць. Харчуються ці птахи насінням та комахами. За забарвленням прахи сірі або світло-коричневі. Обличчя біле або бежеве, з темним горлом. Боки смугасті, ногі зазвичай червоні. Зазвичай уникають хижаків бігом, а не польотом, хоча здатні й літати на короткі відстані.